# (1344) Caubeta
(1344) Caubeta – planetoida z grupy pasa głównego asteroid okrążająca Słońce w ciągu 3 lat i 136 dni w średniej odległości 2,25 au. Została odkryta 1 kwietnia 1935 roku w Algiers Observatory w Algierze przez Louisa Boyera. Nazwa planetoidy pochodzi od Paula Caubeta, francuskiego astronoma z obserwatorium w Tuluzie. Przed nadaniem nazwy planetoida nosiła oznaczenie tymczasowe (1344) 1935 GA.